# コンスタンティヌス・アフリカヌス

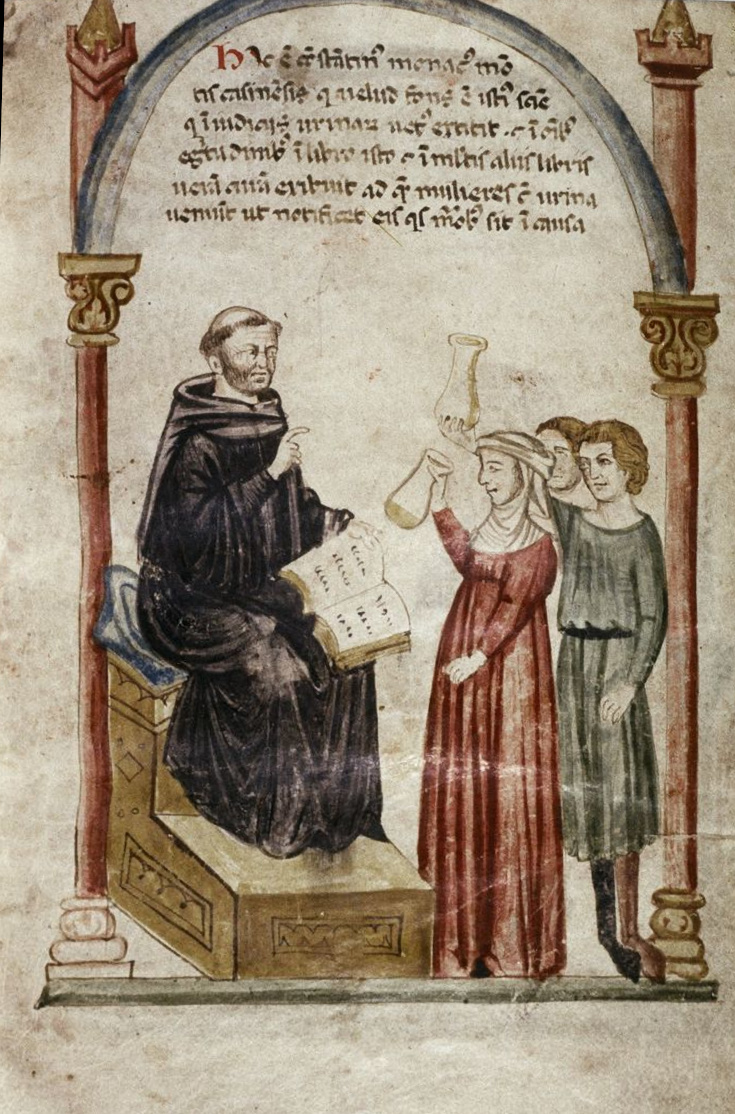
尿を調べるコンスタンティヌス

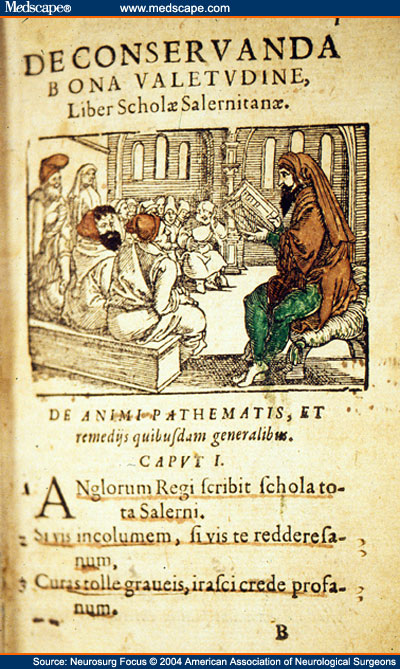
講義するコンスタンティヌス

コンスタンティヌス・アフリカヌス（Constantinus Africanus、1017年 – 1087年）は、11世紀のチュニジア生まれの医師である。若い時代、チュニジアに過ごした後、イタリアで暮らしサレルノ医学校の教授を務めた。多くの医書を残し、中世のヨーロッパの医療に影響を与えた。

## 生涯
コンスタンティヌスがヨーロッパ最初の医学校であるサレルノ医学校の教師になるまでには、さまざまな伝説がある。ある説では、北アフリカのイスラム教徒で、シチリアから商人としてイタリアを初めて訪れたので、シチリアのコンスタンティヌス（Constantinus Siculus）とも呼ばれたという。サレルノに商人として移住して、病気になった時にイタリアに医学書がなく、行われている医療も初歩的であることを知り、それをイタリアのもたらすことを決意した。カルタゴに戻り、3年間医学を学び、アブー・アル＝カースィムらの医書を集めて、サレルノに向かった。旅の途中で書物の一部は失われたものの、多くの書物をもたらしたとされる。
また別の説では、家族はベルベル人で、医学を学んだ後、バグダードで医学、イスラム科学と各国語を学び、薬草の貿易に携わった。医学の実際的知識や医書の知識を得て、カルタゴで医師および医学者として成功したが、周囲のねたみを買い、生命の危険を感じることになり、船で南イタリアへ逃れ、シチリアを経てサレルノに住むようになったとしている。
1077年にサレルノ医学校の教師となった。翌年、さらに優れた医書を求めて、ギリシャやアラブの各地を旅した。ローマ教皇ウィクトル3世の保護を受け、その後、 モンテ・カッシーノ修道院に定住し、ヒポクラテスやガレノスの著作を含む彼の収集した医書の翻訳を行った。キリスト教に改宗した。コンスタンティヌスによって、サレルノ医学校の評判は高まった。
コンスタンティヌスが翻訳したイスラム医書には'Ali ibn al-'Abbas al-Majusiの『王の書』やIbn al-Jazzarの『旅人の備え』などがある。
 ウィキメディア・コモンズには、コンスタンティヌス・アフリカヌスに関するカテゴリがあります。